# قاي بالدوين
قاي بالدوين (بالإنجليزية: Guy Baldwin)‏ هو معالج نفسي أمريكي، ولد في 1946.
ترعرع بالدوين في عائلة إيطالية كاثوليكية من الطبقة العاملة، بعد علم أمه بمثليته سنة 1965، منحته أسبوعا ليترك المنزل، و في سنة 1981،  تحصل غاي على شهادة الماستر في الإستشارة النفسية.